# Festival olympique d'hiver de la jeunesse européenne 2015
 (janvier 2017).
Si vous disposez d'ouvrages ou d'articles de référence ou si vous connaissez des sites web de qualité traitant du thème abordé ici, merci de compléter l'article en donnant les références utiles à sa vérifiabilité et en les liant à la section « Notes et références ».
Navigation
2013 2017
Le Festival olympique d'hiver 2015 de la jeunesse européenne est la partie hivernale de la XIIe édition du Festival olympique de la jeunesse européenne. Il a lieu au Liechtenstein et dans la province autrichienne du Voralberg. Quarante-sept pays participent à cette compétition multisports.

## Disciplines
- Ski alpin
- Snowboard
- Biathlon
- Combiné nordique[1]
- Saut à ski
- Ski de fond
- Hockey sur glace
- Patinage artistique

## Nations participantes
- Allemagne
- Andorre
- Arménie
- Autriche
- Biélorussie
- Belgique
- Bosnie-Herzégovine
- Bulgarie
- Croatie
- Chypre
- Danemark
- Espagne
- Estonie
- Finlande
- France
- Géorgie
- Grèce
- Hongrie
- Islande
- Irlande
- Israël
- Italie
- Lettonie
- Liechtenstein
- Lituanie
- Luxembourg
- Macédoine
- Malte
- Moldavie
- Monaco
- Monténégro
- Norvège
- Pays-Bas
- Pologne
- Portugal
- République tchèque
- Roumanie
- Royaume-Uni
- Russie
- Saint-Marin
- Serbie
- Slovaquie
- Slovénie
- Suède
- Suisse
- Turquie
- Ukraine